# Janowo (Iłowo-Osada)
Janowo (deutsch Hansburg) ist ein Dorf in der polnischen Woiwodschaft Ermland-Masuren und gehört zur Gmina Iłowo-Osada (Landgemeinde Illowo) im Powiat Działdowski (Kreis Soldau).

## Geographische Lage
Janowo liegt im Südwesten der Woiwodschaft Ermland-Masuren, 20 Kilometer südwestlich der früheren Kreisstadt Neidenburg (polnisch Nidzica) bzw. neun Kilometer südöstlich der heutigen Kreismetropole Działdowo (deutsch Soldau i. Ostpr.).

## Geschichte
Der Ort Hansburg, vor 1820 Janowo genannt, zählte im Jahre 1820 acht Einwohner und war mit seinen drei Feuerstellen ein Adliges Vorwerk. Im Jahr 1905 belief sich die Einwohnerzahl bereits auf 139. Hansburg gehörte zur Gemeinde Illowo (heute: Iłowo-Osada und Iłowo-Wieś) im Soldauer Gebiet, das 1920 an Polen abgetreten wurde und 1939 bis 1945 für sechs Jahre wieder zum Deutschen Reich gehörte.
1945 kam in Kriegsfolge das gesamte südliche Ostpreußen zu Polen. Hansburg wurde  zu „Janowo“ und ist heute eine Ortschaft innerhalb der Gmina Iłowo-Osada (Landgemeinde Illowo) im Powiat Działdowski (Kreis Soldau), bis 1998 der Woiwodschaft Ciechanów, seither der Woiwodschaft Ermland-Masuren zugehörig. Janowos Einwohnerzahl belief sich 2011 auf 376.

## Kirche
Bis 1945 war Hansburg evangelischerseits in die Kirche Narzym in der Kirchenprovinz Ostpreußen der Evangelischen Kirche der Altpreußischen Union bzw. (nach 1920) in die Unierte Evangelische Kirche in Polen, außerdem römisch-katholischerseits in die Kirche Bialutten (polnisch Białuty) und (ab 1927) in die Kirche Illowo eingepfarrt.
Noch heute gehört Janowo zur katholischen Kirche in Iłowo-Osada in der Region Brodnica (Strasburg) im Bistum Toruń (Thorn). Die evangelischen Einwohner orientieren sich zur Erlöserkirche Działdowo in der Diözese Masuren der Evangelisch-Augsburgischen Kirche in Polen.

## Verkehr
Janowo liegt an einer Nebenstraße, die die Woiwodschaftsstraße 544 bei Iłowo-Osada mit der Schnellstraße 7 (auch: Europastraße 77) bei Powierz (Powiersen, 1938 bis 1945 Waldbeek) verbindet.
Die nächste Bahnstation ist Iłowo und liegt an der Bahnstrecke Danzig–Warschau.